# John Lungu
John Lungu (12 giugno 1966) è un ex calciatore zambiano, di ruolo centrocampista.

## Carriera

### Club
Ha sempre giocato nel massimo campionato zambiano.

### Nazionale
Con la maglia della Nazionale ha disputato tre edizioni della Coppa d'Africa, giungendo al secondo posto nel 1994 e al terzo posto nel 1996.